# Miriam Odemba
Miriam Gerald Odemba ou Miriam Odemba, née le 19 février 1983 à Arusha, en Tanzanie, est une top modèle Tanzanienne. Elle est l'un des mannequins les plus connus de son pays, et a commencé ce parcours dans le mannequinat et les concours de beauté à un âge précoce. 

## Éléments biographiques

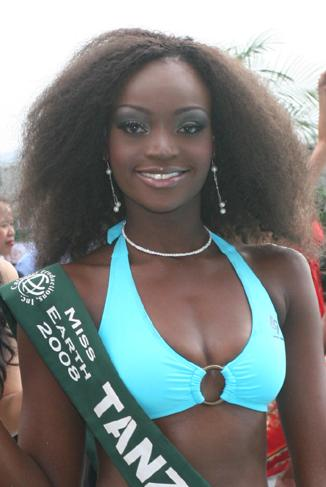
Miriam Odemba - Miss Earth Tanzanie 2008

Née en 1983, son enfance est difficile. Mais elle bénéficie des feux de la rampe dès 1997, encore adolescente, lorsqu'elle  remporte le prix Miss Temeke. L'année suivante, elle prend part à plusieurs concours dont le concours Miss Afrique de l'Est (Miss East Africa beauty), et y termine deuxième. Elle a est sélectionné à Nice au Elite Model Look 1999, concours organisé chaque année par l'agence de mannequins Elite Model Management.  Sous contrat avec l’Agence Elite, elle travaille un an à New York, un an en Afrique du Sud, puis cinq ans en Chine, en contrat avec Cherry Modelling Agency,.
Elle revient en 2008 en Tanzanie et aux concours de beauté, devient Miss Earth Tanzanie et participe au concours de Miss Earth 2008, où elle est 1re dauphine,. Elle tente un moment de créer une activité dans le domaine de la mode en Tanzanie, tout en se préoccupant de la protection de l'environnement, puis travaille en Europe, à Paris en particulier, en tant que freelance Top model.